# Iubire ca în filme
Iubire ca în filme este o telenovelă românească produsă de MediaPro Pictures și difuzată de postul de televiziune Acasă TV. Difuzarea originală a avut loc în perioada 2006-2007. Rolurile principale sunt interpretate de Adela Popescu și Dan Bordeianu, iar în principalele roluri antagonice s-au aflat Cătălina Mustață și Ștefana Samfira.

## Premisă
Serialul spune povestea Ioanei, o tânără de 23 de de ani care are pentru vârsta ei prea multe responsabilități. Viața ei nu e ușoară pentru că, după moartea părinților, a trebuit să ia decizii dificile și să facă multe compromisuri pentru ca sorei ei, Raluca (Adina Galupa), să nu-i lipsească nimic. Astfel, Ioana se angajează ca dansatoare într-un bar, ascunde inclusiv față de Raluca adevărata proveniență a banilor câștigați, pretinzând că este psiholog de prestigiu.
Ioana îl cunoaște pe Ștefan (Dan Bordeianu), fiul unei familii bogate și între cei doi se naște o iubire de poveste. Ea se recomandă ca fiind psiholog, iar el o roagă să-l ajute să iasă de sub influența mamei sale, doamna Elvira Varga (Cătălina Mustață), o femeie dominatoare care-și terorizeaza fiul învinovățindu-l de moartea fratelui său geaman, Bogdan (același Dan Bordeianu), pe când aveau 11 ani. Elvira ține neapărat să-l vadă căsătorit pe Ștefan cu Adina (Ștefana Samfira) și cum aceasta îl iubește cu adevărat, va face tot posibilul să o îndepărteze pe rivala sa.
Ioana și Ștefan încearcă să-și păstreze iubirea neatinsă de intrigi, însă atunci când nimeni nu se așteaptă, Rona (Adriana Butoi), o femeie ai cărei parinți au avut de suferit în regimul comunist din cauza tatălui lui Ștefan și al lui Bogdan, se întoarce pentru a-și duce la capăt răzbunarea împotriva familiei Varga.
În această răzbunare vor cădea multe victime, între care Elvira și Ștefan. Acesta din urmă va avea ocazia să-și vadă fratele geamăn pentru câteva ore și va muri în brațele lui, după ce i-o va fi încredințat pe Ioana pentru a avea grijă de ea. După moartea tragică a lui Ștefan, Bogdan, care fusese crezut mort timp de mai mulți ani, va încerca să fie alături de familia sa: Elvira și Dana (Sabina Brândușe) - sora lui, dar mai ales de Ioana.
Deși îl respinge la început, între Ioana și Bobo se va înfiripa o frumoasă și tandră poveste de dragoste. Amândoi vor avea de suferit și se vor susține reciproc în lupta cu apriga Rona, care va încerca prin orice mijloace să-i despartă, dezvoltând o iubire platologică pentru Bobo. Totuși dragostea Ioanei și a lui Bogdan va fi mai puternică și va învinge orice obstacol.

## Distribuția
Următorii actori au jucat în serial:
- Adela Popescu: Ioana Ionescu, protagonista
- Dan Bordeianu: Ștefan Varga / Bogdan (Bobo), protagonist
- Diana Dumitrescu: Daiana Horvath, co-protagonista
- Steliana Bălacianu: Stephanie Popescu, co-protagonista
- Nicoleta Luciu: Ileana Ștefan, co-protagonista
- Adriana Nicolae: Isabel Vasilescu, antagonista
- Adina Galupa: Raluca Ionescu
- Sabina Brandușe: Dana Varga
- Mihaela Bărluțiu: Vanessa Sturdza
- Eva Constantinescu: Magdalena Dinulescu
- Elena Vasilache: Gloria Aioanei
- Raluca Tătaru: Dora Dragomir
- Ioana Scărlătescu: Mihaela
- Adrian Nicolae: Dragoș Stoian
- Radu Micu: Marcel Miclea
- Cabral: Boby Parai, co-protagonist
- Pavel Bartoș: Bubu
- Octavian Strunilă: Geo Dumitrescu, antagonist
- Andrei Seușan: Manuel
- Andrei Aradits: Daniel Angelescu, co-protagonist
- Mihai Călin: Laurențiu Coman
- Mihai Stănescu: Raul Ioniță, antagonist
- Augustin Viziru: Virgil Lazăr
- Lucian Viziru: Ciprian Barbu, co-protagonist
- Cătălina Mustață: Elvira Varga, antagonista principala
- Adriana Butoi: Rona Popovici, antagonista
- Laura Voicu: Florica Cosma
- Larisa Cosmina Dobrotă: Petruța
- Ștefana Samfira: Adina Andreescu, antagonista
- Anca Florescu: Cristina Pop
- Carmen Tănase: Zuzu (Zamfira) Dumitrescu, co-protagonista
- Florin Zamfirescu: Avocatul Spiridon, co-protagonist
- Vlad Zamfirescu: Doctorul Adrian
- Vlad Radescu: Avocatul Dobrescu, antagonist
- Alexandru Avandanei: Doctorul Calin
- Adelaida Zamfira: Vica Cosma
- Gheorghe Visu: Nicolae Stoian
- Rodica Negrea: Gabriela Stoian
- Eugenia Maci: Veronica Protopescu
- Virginia Rogin: Matilda Enache
- Manuela Ciucur: Aneta Apostol
- Geo Dobre: Helmut Schwartz
- Boris Petroff: Costel Burete
- Diana Gheorghian: Doamna Dinulescu
- Andreea Duță: mama lui Bobo (tinara)
- Vitalie Bichir: Don Fidel (tatal Daianei)
- Adriana Mocca: doamna Sturza
- Mircea Anca: domnul Sturza
- Eugenia Șerban: doamna Zoe Aioanei
- Adrian Valcu: dedectiv Anghel

## Coloana sonoră
Melodia genericului este cântată de Adela Popescu. Aceasta se numește ,,Iubire ca în filme``, dând titlul serialului.

## Versiuni
- Prima versiune a fost realizată de TV Azteca în 2001 și s-a numit Como en el cine (Ca în filme). Protagoniști au fost Lorena Rojas și Mauricio Ochmann.
- În anul 2009, în Miami, Florida, s-a realizat altă versiune cu numele de Pecadora (Păcătoasa). A fost produsă de Venevision. Protagoniștii au fost Eduardo Capetillo și Litzy Dominguez.